# Liga Asobal 2010-11
La Liga Asobal 2010-11 tuvo el mismo sistema de competición de las últimas temporadas, 16 equipos enfrentados todos contra todos a doble vuelta. Los equipos recién ascendidos fueron el Alser Puerto Sagunto, que regresaba después de muchos años a la máxima categoría del balonmano nacional, aunque debutase en la Liga Asobal propiamente dicha, al igual que el otro ascendido, el Quabit BM Guadalajara.
El defensor del título, el BM Ciudad Real, terminó la liga en segundo lugar, cediendo el campeonato ante el FC Barcelona Intersport, que volvió a coronarse como campeón de la liga española tras ceder únicamente una derrota en toda la temporada. El segundo y tercer clasificados, el BM Ciudad Real y el Reale Ademar León, consiguieron clasificarse para la siguiente edición de la Liga de Campeones de la EHF.

## Datos de los clubes
| Equipo                  | Entrenador             | Com. Aútónoma        | Ciudad            | Pabellón                             |
| ----------------------- | ---------------------- | -------------------- | ----------------- | ------------------------------------ |
| Alser Puerto Sagunto    | Goran Dzokic           | Comunidad Valenciana | Puerto de Sagunto | Pabellón Municipal Puerto de Sagunto |
| AMAYA Sport San Antonio | Juanto Apezetxea       | Navarra              | Pamplona          | Pabellón Universitario de Navarra    |
| BM Alcobendas           | Daniel García Nieves   | Comunidad de Madrid  | Alcobendas        | Pabellón Amaya Valdemoro             |
| BM Antequera            | Antonio Carlos Ortega  | Andalucía            | Antequera         | Municipal Fernando Argüelles         |
| CBM Torrevieja          | Manolo Laguna          | Comunidad Valenciana | Torrevieja        | Polideportivo Infanta Cristina       |
| CAI BM Aragón           | Mariano Ortega         | Aragón               | Zaragoza          | Pabellón Príncipe Felipe             |
| Cuatro Rayas Valladolid | Juan Carlos Pastor     | Castilla y León      | Valladolid        | Polideportivo Huerta del Rey         |
| Cuenca 2016             | "Zupo" Equisoain       | Castilla-La Mancha   | Cuenca            | Municipal El Sargal                  |
| FC Barcelona Borges     | Xavi Pascual           | Cataluña             | Barcelona         | Palau Blaugrana                      |
| Fraikin BM Granollers   | Manolo Cadenas         | Cataluña             | Granollers        | Palau d'Esports de Granollers        |
| JD Arrate               | Julián Ruiz            | Euskadi              | Éibar             | Polideportivo de Ipurúa              |
| Naturhouse La Rioja     | Javier "Jota" González | La Rioja             | Logroño           | Palacio de los Deportes              |
| Quabit BM Guadalajara   | Fernando Bolea         | Castilla-La Mancha   | Guadalajara       | Multiusos de Guadalajara             |
| Reale Ademar León       | Jordi Ribera           | Castilla y León      | León              | Palacio Municipal de Deportes        |
| Renovalia Ciudad Real   | Talant Dujshebaev      | Castilla-La Mancha   | Ciudad Real       | Quijote Arena                        |
| Toledo BM               | Rafael Guijosa         | Castilla-La Mancha   | Toledo            | Municipal Javier Lozano              |

## Clasificación
| Pos | Equipo                    | J  | G  | E | P  | GF   | GC  | Dif  | Pts |
| --- | ------------------------- | -- | -- | - | -- | ---- | --- | ---- | --- |
| 1   | FC Barcelona Borges       | 30 | 29 | 0 | 1  | 1020 | 760 | +260 | 58  |
| 2   | Renovalia Ciudad Real (C) | 30 | 27 | 0 | 3  | 986  | 777 | +209 | 54  |
| 3   | Reale Ademar León         | 30 | 21 | 1 | 8  | 912  | 795 | +117 | 43  |
| 4   | Fraikin BM Granollers     | 30 | 19 | 5 | 6  | 938  | 855 | +83  | 43  |
| 5   | Cuatro Rayas Valladolid   | 30 | 20 | 1 | 9  | 911  | 786 | +125 | 41  |
| 6   | CAI BM Aragón             | 30 | 18 | 4 | 8  | 903  | 853 | +50  | 40  |
| 7   | AMAYA Sport San Antonio   | 30 | 15 | 2 | 13 | 853  | 833 | +20  | 32  |
| 8   | Cuenca 2016               | 30 | 13 | 2 | 15 | 806  | 833 | -27  | 28  |
| 9   | Naturhouse La Rioja       | 30 | 13 | 0 | 17 | 818  | 835 | -17  | 26  |
| 10  | BM Antequera              | 30 | 11 | 2 | 17 | 796  | 873 | -77  | 24  |
| 11  | CBM Torrevieja            | 30 | 10 | 2 | 18 | 762  | 852 | -90  | 22  |
| 12  | Alser Puerto Sagunto (A)  | 30 | 8  | 5 | 17 | 813  | 884 | -71  | 21  |
| 13  | Quabit BM Guadalajara (A) | 30 | 6  | 6 | 18 | 832  | 920 | -88  | 18  |
| 14  | JD Arrate                 | 30 | 5  | 4 | 21 | 730  | 878 | -148 | 14  |
| 15  | Toledo BM                 | 30 | 4  | 3 | 23 | 799  | 945 | -146 | 11  |
| 16  | BM Alcobendas             | 30 | 1  | 3 | 26 | 730  | 930 | -200 | 5   |

|  | Liga de Campeones                  |
|  | Recopa de Europa                   |
|  | Copa EHF                           |
|  | Descenso a División de Honor Plata |
|  | (C) Campeón Liga 2010              |
|  | (A) Ascendidos 2010                |

- Nota: Ascienden de División de Honor Plata: Octavio Pilotes Posada y Obearagón BM Huesca.

## Estadísticas

### Siete ideal
Siete ideal escogido por los entrenadores la Liga Asobal.
| Posición          | Jugador                | Equipo                |
| ----------------- | ---------------------- | --------------------- |
| Portero           | Danijel Šarić          | FC Barcelona-Borges   |
| Extremo izquierdo | Juanín García          | FC Barcelona-Borges   |
| Lateral izquierdo | Antonio García Robledo | Fraikin BM Granollers |
| Central           | Raúl Entrerríos        | FC Barcelona-Borges   |
| Lateral derecho   | László Nagy            | FC Barcelona-Borges   |
| Extremo derecho   | Luc Abaló              | Renovalia Ciudad Real |
| Pivote            | Julen Aguinagalde      | Renovalia Ciudad Real |

- Mejor jugador y mejor portero
  -  Danijel Šarić, FC Barcelona-Borges

- Mejor defensor
  -  Didier Dinart, Renovalia Ciudad Real

- Mejor debutante
  -  Aidenas Malasinskas, Fraikin BM Granollers

- Mejor entrenador
  -  Manolo Cadenas, Fraikin BM Granollers

### Máximos goleadores
| Jugador           | Goles | Equipo                  |
| ----------------- | ----- | ----------------------- |
| Rafa Baena        | 179   | BM Antequera            |
| Martin Stranovsky | 161   | Reale Ademar León       |
| Jorge Paván       | 161   | Cuenca 2016             |
| Nikola Prce       | 157   | Alser Puerto Sagunto    |
| Rafael Da Costa   | 154   | Cuenca 2016             |
| Novica Rudovic    | 153   | Quabit BM Guadalajara   |
| Juanín García     | 152   | FC Barcelona Borges     |
| Havard Tvedten    | 148   | Cuatro Rayas Valladolid |
| David Cuartero    | 148   | CBM Torrevieja          |
| Antonio García    | 146   | Fraikin BM Granollers   |

### Mejores porteros
| Jugador             | Paradas | Lanzamientos | Equipo                  |
| ------------------- | ------- | ------------ | ----------------------- |
| Fredrik Ohlander    | 353     | 1062         | Fraikin BM Granollers   |
| Danijel Šarić       | 320     | 820          | FC Barcelona-Borges     |
| Dimitrije Pejanovic | 296     | 936          | BM Torrevieja           |
| Blaz Voncina        | 269     | 897          | JD Arrate               |
| David Bruixola      | 266     | 825          | Alser Puerto Sagunto    |
| Richard Kappelin    | 262     | 821          | Cuenca 2016             |
| Jorge Martínez      | 253     | 787          | BM Antequera            |
| Jorge Oliva         | 242     | 791          | Quabit BM Guadalajara   |
| Arpad Šterbik       | 234     | 586          | Renovalia Ciudad Real   |
| José Manuel Sierra  | 232     | 655          | Cuatro Rayas Valladolid |

- Fuente: Estadísticas Oficiales ASOBAL